# フットプリンツ〜ベスト・ライヴ!
『フットプリンツ〜ベスト・ライヴ!』（原題：Footprints Live!）は、ウェイン・ショーターが2001年に録音、2002年に発表したライブ・アルバム。

## 背景
ショーターは2000年にダニーロ・ペレス、ジョン・パティトゥッチ、ブライアン・ブレイドを迎えて新カルテットを結成し、本作には2001年7月のヨーロッパ・ツアーにおけるライブ音源が収録された。ショーターのリーダー作としては初のライブ・アルバムで、かつ『スキッツォフリーニア』（1967年録音）以来の完全アコースティック・ジャズ・アルバムに当たる。
収録曲の大半はショーターが1960年代に作った曲の再演だが、「アウン・サン・スー・チー」はハービー・ハンコックと連名のアルバム『1+1』（1997年）、「アトランティス」はショーターが1985年に発表したリーダー・アルバム『アトランティス』が初出である。また、「悲しきワルツ」はジャン・シベリウスの曲のジャズ・アレンジで、アルバム『ザ・スースセイヤー』には、ショーターによる1965年の録音が収録されている。

## 反響・評価
アメリカでは『ビルボード』のジャズ・アルバム・チャートで3位に達し、第45回グラミー賞では最優秀ジャズ・インストゥルメンタル・アルバム賞にノミネートされた。
Robert L. Doerschukはオールミュージックにおいて5点満点中3点を付け「ショーターが率いるオールスター・カルテットは、彼が所属していた1960年代中期のマイルス・デイヴィス・グループと極めてよく似ている。とはいえ、2本目の管楽器がない編成のため、これらの曲の潜在力を完全に探り当てることが難しくなってしまっている」と評している。

## 収録曲
特記なき楽曲はウェイン・ショーター作。
1. サンクチュアリー - "Sanctuary" - 5:31
2. マスクァレロ - "Masquelero" - 8:28
3. 悲しきワルツ - "Valse Triste" (Jean Sibelius) - 7:59
4. ゴー - "Go" - 5:01
5. アウン・サン・スー・チー - "Aung San Suu Kyi" - 9:28
6. フットプリンツ - "Footprints" - 7:55
7. アトランティス - "Atlantis" - 8:28
8. ジュジュ - "JuJu" - 10:46

### 日本盤ボーナス・トラック
1. チーフ・クレイジー・ホース - "Chief Crazy Horse" - 10:49

## 参加ミュージシャン
- ウェイン・ショーター - サクソフォーン（ソプラノ、テナー）
- ダニーロ・ペレス（英語版） - ピアノ
- ジョン・パティトゥッチ - ダブル・ベース
- ブライアン・ブレイド - ドラムス